# Bringolo
 Bringolo  (en bretón Brengoloù) es una población y comuna francesa, en la región de Bretaña, departamento de Côtes-d'Armor, en el distrito de Guingamp y cantón de Plouagat.

## Demografía
| 475 | 397 | 348 | 329 | 301 | 304 |
| Para los censos de 1962 a 1999 la población legal corresponde a la población sin duplicidades (Fuente: INSEE [Consultar]) |     |     |     |     |     |